# Charles Emmanuel Micoud d'Umons
Charles Emmanuel Micoud d'Umons, né à Grenoble le 15 octobre 1753 et mort à Paris le 20 décembre 1817, est préfet du département de l'Ourthe (aujourd'hui en Belgique) sous l'Empire. 
Le baron Micoud d'Umons, propriétaire du domaine de Clamart, y hébergera l'abbé Delille et Stendhal.

## Biographie
Il est commis de la Marine à Brest, en 1774, avant de diriger, à Versailles, le bureau des prises de guerre.
C'est en 1788 que paraît son essai remarqué sur Le Crédit public ou Comment ramener en France la confiance de la Nation. Nommé intendant de l'Île de France (Maurice) en 1792, Micoud d'Umons inquiété sous la Terreur pour avoir critiqué les assignats, reprend en 1795 du service comme administrateur de la Marine. 
Succédant à Antoine Desmousseaux de Givré, il est nommé préfet de l'Ourthe en 1806, poste qu'il occupe jusqu'à la fin de l'Empire. Pendant les Cent-Jours il est préfet de l'Aisne du 22 mars 1815 à la Seconde Restauration, juillet 1815. 
À la suite de la catastrophe de la mine de Beaujonc (Ans, Liège), Charles Micoud a l’idée de mettre sur pied une caisse de prévoyance en faveur des mineurs et leurs familles victimes des risques du métier.  Son plaidoyer argumenté et sa persévérance finissent par convaincre l’empereur Napoléon, qui signe le décret le 26 mars 1813.  Moyennant une retenue volontaire de 2 % sur leur salaire mensuel, tous les mineurs du département peuvent s’affilier à la caisse.  En contrepartie, l’employeur est tenu de l’alimenter à concurrence de 0,5 % de la masse salariale des sociétaires qui travaillent chez lui.  Une commission administrative de 10 membres, dont Hubert Goffin en qualité d’unique représentant ouvrier, se chargera de gérer et de décider de l’affectation des fonds de la caisse.  
Charles Micoud d'Umons repose au cimetière du Père-Lachaise,, 13e division (sépulture de la famille Duvergier de Hauranne), aux côtés de François Hippolyte Jaubert (Condom, 3 octobre 1758 - tué à la bataille d’Aboukir, le 1er août 1798), père d'Hippolyte François Jaubert (1798-1874), homme politique et botaniste. 
Charles Emmanuel Micoud d'Umons épouse en secondes noces, Rosalie Mélanie Cheminade (décédée le 26 décembre 1817), veuve de François Hippolyte Jaubert précité. 
De cette dernière union, il laisse une fille, Camille Cécile Micoud d'Umons (1808-1878), épouse avec postérité de Prosper Duvergier de Hauranne (1798-1881) dont Ernest Duvergier de Hauranne.